# العلاقات البوتسوانية الروسية
العلاقات البوتسوانية الروسية (بالروسية: Российско-ботсванские отношения) هي العلاقات الثنائية بين بوتسوانا وروسيا. أقامت بوتسوانا علاقات دبلوماسية مع الاتحاد السوفيتي سابقاً بتاريخ 6 مارس عام 1970. توصف العلاقات الحالية بكونها ودية وطويلة الأجل. كما تعد روسيا من أولى الدول التي أرست علاقات دبلوماسية كاملة مع بوتسوانا وذلك وفقاً لوزير الخارجية البوتسواني.

## العلاقات البوتسوانية السوفيتية
أقامت بوتسوانا والاتحاد السوفيتي علاقات دبلوماسية يوم 6 مارس عام 1970، وجرى تسيير الشؤون السوفيتية في بداية الأمر عبر السفارة السوفيتية في لوساكا بزامبيا. شاركت بوتسوانا في دورة الألعاب الأولومبية الصيفية عام 1980 المقامة في موسكو وذلك رغم توجه البلاد الذي يميل للغرب. أيد الاتحاد السوفيتي قرار مجلس الأمن التابع للأمم المتحدة رقم 403 لإدانة الهجمات التي نفذتها رودسيا الجنوبية ضد بوتسوانا بتاريخ 14 يناير عام 1977.

## العلاقات الثنائية
تحددت أطر التبادل التجاري والتعاون الاقتصادي بين بوتسوانا وروسيا من خلال التوقيع على اتفاقية التجارة لعام 1987 واتفاقية التعاون الاقتصادي والتقني لعام 1988. ووقعت حكومة الاتحاد الروسي وحكومة جمهورية بوتسوانا اتفاقاً للتعاون الثقافي والعلمي والتعليمي في شهر سبتمبر من عام 1999. وقد تعاون البلدان بصورة مثمرة في مجالات عدة ولا سيما في قطاع تنمية الموارد البشرية. وما زالت روسيا تقدم الكثير من المنح الدراسية في قطاعات أساسية مثل قطاع الصحة الذي يعاني من نقص حاد في القوى العاملة ببوتسوانا. وتعد بوتسوانا من الدول التي لا تطلب من المواطنون الروس تأشيرة دخول إلى أراضيها. لدى روسيا سفارة في غابورون، أما بوتسوانا فقد اتخذت من سفارتها في ستوكهولم مقراً يغطي روسيا فضلاً عن وجود قنصلية فخرية في موسكو.

## وصلات خارجية
- سفارة الاتحاد الروسي في غابورون (بالإنجليزية)